# Gógyi felügyelő (televíziós sorozat, 1983)
A Gógyi felügyelő (eredeti cím: Inspector Gadget) 1983-tól 1986-ig vetített amerikai–kanadai–francia–német–angol–japán televíziós rajzfilmsorozat, amelynek alkotói Andy Heyward, Jean Chalopin és Bruno Bianchi. A kicsit bolondos kiborg robot felügyelő Dr. Fondor gonosztevőt próbálja elkapni az unokahúgával, Pennyvel és a kutyájával, Agytröszttel. A tévéfilmsorozat a DIC Entertainment és a Nelvana gyártásában készült. Műfaja akciófilm-sorozat, kalandfilmsorozat, filmvígjáték-sorozat, bűnügyi filmsorozat, misztikus filmsorozat és sci-fi filmsorozat. Amerikában 1983 és 1986 között a First-run syndication, és a CBS, 1987 és 2000 között a Nickelodeon tűzte műsorra. Magyarországon először a Fox Kids vetítette, utána a TV2 sugározta a Fox Kids (majd Jetix) nevű hétvégi reggeli műsorblokkjában. Ezután a KidsCo sugározta, végül pedig 2013-tól az M2 adta le saját szinkronnal. 2021-ben a TV2 Kids tűzte műsorra az eredeti Fox Kids-es szinkronnal. A rajzfilmsorozat alapján két film is készült, 1999-ben és 2003-ban, Matthew Broderick, majd French Stewart főszereplésével.
A sorozat koprodukcióban készült, a francia DIC Entertainment, a kanadai Nelvana és a japán TMS Entertainment és a tajvani Cuckoo's Nest Studio részvételével.

## Cselekmény
Gógyi felügyelő Metro City rendőrségének a felügyelője. Küldetései gyakran juttatják el őt egzotikus helyekre. Néhány esetet kivéve az első évad szinte minden része ugyanúgy kezdődik: Gógyi, Penny és Agytröszt tipikus családi tevékenységet végeznek, amit a Quimby rendőrfőnök telefonhívása zavar meg. Ez a hívás a Titkos Gógyi Telefonon érkezik. Ezek után a rendőrfőnök valami szokatlan álruhában jelenik meg a sorozat főcímzenéjére.
Quimby egy önmegsemmisítő papíron ad megbízást Gógyinak. Ahogy Gógyi olvassa az üzenetet, a szeme írógép vagy faxgép hangjára mozognak jobbra-balra. Gyakran Penny és Agytröszt is a közelben van és hallgatják, mit olvas. Néha csak Agytröszt van mellette. Nagyon ritkán meg csak Penny. Időnként előfordul, hogy egyikük sincs ott. Az üzenet utolsó sora mindig: „az üzenet meg fogja semmisíteni önmagát”. A második évadban ez erre változik: „Figyelem. Ez az üzenet meg fogja semmisíteni önmagát”. Az elolvasása után visszadobja a levelet a rendőrfőnöknek és elmegy. Az üzenet így Quimby arcába robban, füstölgő pipája elfeketedik és elporlad a robbanás után.
Dr. Fondor mindig a monitorán át követi a történéseket a kocsijában vagy az asztala mögött, és vázolja a történteket és általában bemutat egy új gonosz szereplőt. Többnyire valami drága dolgot próbál ellopni.
Általában Gógyi figyelmezteti Pennyt és Agytrösztöt, hogy a küldetése veszélyes és ne kövessék, de ennek ellenére Agytröszt és gyakran Penny is követi őt. Nagy ritkán előfordul, hogy Gógyi maga viszi el őket magával.

## Szereplők
- Gógyi felügyelő – A sorozat főhőse, ruházata a Rózsaszín párduc-sorozat Clouseau felügyelőjére emlékeztet; nyomozásai során kellemetlen és vicces helyzetekbe kerül, ártatlan emberek után is nyomoz (akár még az álruhában lévő kutyája után is).
- Penny – A felügyelő bájos unokahúga, egyben nyomozótársa. Szőke hajú, lófarkas kislány, zöld a szeme, és mindig piros-fehér színű pólót, zöld nadrágot, és piros cipőt visel. Bár Gógyinak kellene rá vigyáznia, mégis úgy tűnik, inkább Penny vigyáz a felügyelőre.
- Agytröszt – A felügyelő, Penny hűséges kutyája, és nyomozótárs. Agytröszt segíti Pennyt abban, hogy Gógyi ne kerüljön kényes helyzetekbe. Az álcázás mestere, bár szinte mindig a felügyelővel van, az nem ismeri fel az álcáját sosem, amikor rejtőzködik. Agytröszt nagyon emberi, tud értelmesen beszélni (bár az r hangot úgy használja, mint Astro kutya a Jetsons család című sorozatban), két lábon jár.
- Quimby rendőrfőnök – Gógyi főnöke. Mindig a legfurcsább helyekről bukkan elő váratlanul, mikor a Felügyelő a családjával van, hogy átadja neki az új megbízást. Legnagyobb balszerencséjére Gógyi mindig visszaadja neki az önmegsemmisítő üzenetet, miután elolvasta.
- Dr. Fondor – A M.A.D. nevű gonosz szervezet vezetője. Mély hangon beszél, és az arca, valamint a testének nagy része nem látszik, csak a kesztyűs keze látható. Általában egy monitor előtt ül és azon követi Gógyi felügyelő lépéseit.
- M.A.D. macska / Vadmacska – Dr. Fondor kövér macskája, általában a monitor közelében ül.

## Epizódok

### 1. évad
1. A tavi szörny
2. Küldetés a tanyán
3. Cirkuszi küldetés
4. A dzsungel mélyén
5. A felügyelő szabadsága
6. Bevetés egy luxushajón
7. Kísértetkastély
8. Az autóverseny
9. Versengés a rubinért
10. Rocker Rick nyomában
11. Nem mind arany, ami fénylik
12. Gógyi forgat
13. Küldetés a vidámparkban
14. Műkincs tolvajok nyomában
15. Veszélyes vulkán
16. Marslakó invázió
17. Ál-Felügyelő
18. A fáraó átka
19. Őrült csapda
20. Nyomozás a vonaton
21. Altatógáz
22. Modern technika
23. Veszélyes növesztő szer
24. Küldetés a vadnyugaton
25. Küldetés az űrhajós bázison
26. Afrikai küldetés
27. A csalfa órásmester
28. A Bermuda háromszög titka
29. A japán kapcsolat
30. Óvakodj a délibábtól
31. Kísértet a gyémántbányában
32. Csoki és gyémánt
33. Mozog a Föld
34. Hongkong-i gondok
35. Az ámokfutó hasonmása
36. Az énekes növény
37. Tengeri kavalkád
38. A hapcibomba
39. A bús király
40. Kalóz-sziget
41. Fondor-akadémia
42. Dzsungel-láz
43. Az írek szerencséje
44. Gógyi Romanoviában
45. A hegyek vénei
46. A smaragd kacsa
47. Tejmonopólium
48. Ajándék falónak, ne nézd a fogát
49. Az aláaknázott sziget
50. Pénzhamisítók
51. Géprablók
52. Vízhiány

## Érdekességek
- A filmekben Gógyi felügyelőt Bigyó felügyelőnek hívják. Angol neve, a gadget, szlenges kifejezés, technikai „kütyüt”, barkácsolt szerkezetet jelent, megfelelően a felügyelő testébe épített szerkentyűknek.
- 2009 januárjában az IGN a Gógyi felügyelő című sorozatot az 54. legjobb rajzfilmsorozatnak nevezte.[5]
- A 2013-as újraszinkronizált változatban még a teljes Fox kids-es szinkron is hallható, legalábbis néhány részben.

## Magyar hangok
| Szereplő           | Eredeti hang                            | Magyar hang (Fox Kids-es szinkron, 2000) | Magyar hang (MTVA-s szinkron 2013) |
| ------------------ | --------------------------------------- | ---------------------------------------- | ---------------------------------- |
| Gógyi felügyelő    | Don Adams Luc Durand (francia változat) | Bácskai János                            | Bácskai János                      |
| Penny              | Cree Summer                             | Orgován Emese                            | Orgován Emese                      |
| Quimby rendőrfőnök | Dan Hennessey                           | Sallai Tibor Breyer László               | Papucsek Vilmos                    |
| M.A.D.             | Frank Welker                            | Breyer Zoltán                            | saját hangján                      |
| Agytröszt          | Frank Welker                            | Szokol Péter                             | saját hangján                      |
| Dr. Fondor         | Frank Welker Don Francks                | ifj Jászai László Uri István             | ifj Jászai László                  |
| felolvasó          | felolvasó                               | Koncsol Endre                            | Bozai József                       |

- További szereplők (1. magyar változatban): Albert Gábor, Breyer Zoltán, Szokol Péter, Szórádi Erika
- További szereplők (2. magyar változatban): Albert Péter, Berkes Boglárka, Bodrogi Attila, Bognár Tamás, Bolla Róbert, Fekete Zoltán, Kisfalusi Lehel, Pálfai Péter, Szokol Péter, Uri István, Vass Gábor

## Magyar stábtagok

### 1. szinkronban
- Magyar szöveg: Vincze Miklós
- Szerkesztő: –
- Hangmérnök: Hajzler László
- Vágó: –
- Gyártásvezető: Pesti Zsuzsa, Masoll Ildikó
- Szinkronrendező: Mauchner József
- Felolvasó: Koncsol Endre
- Megrendelő: Fox Kids
- Szinkronstúdió: Masterfilm Digital Kft. / Digital Media Services Kft.

### 2. szinkronban
- Magyar szöveg: Vincze Miklós
- Szerkesztő: Vincze Szabina
- Hangmérnök: Hajzler László, Jacsó Bence, Nemes László
- Vágó: Ádám Gyöngyi, Győrösi Gabriella
- Gyártásvezető: Kovács Mariann
- Szinkronrendező: Mauchner József
- Felolvasó: Bozai József
- Megrendelő: MTVA
- Szinkronstúdió: Masterfilm Digital Kft.